# 리더십 대체 이론
리더십 대체이론(Leadership replacement theory)은 리더의 통솔이나 지도행위가 없더라도 조직 구성원들의 역할과 임무를 명확하게 하여 팔로워(Follower)들의 행동을 통제하고 조직의 목표를 달성할 수 있다는 이론이다.

## 기원
리더십(Leadership)은 인사조직분야에서 중요한 연구대상의 하나로 다루어졌다. 리더십은 연구자마다 서로 다른 관점에서 연구되었지만, 기본적으로 특정 목적을 달성하기 위해 리더가 집단 구성원에게 영향력을 행사하는 과정으로 정의할 수 있다. 그런데 최근 리더십의 중요성을 감소시키는 상황변수들이 존재한다는 리더십 대체이론이 등장하였다. 이에 따르면, 리더십 대체물은 조직의 성과에 미치는 리더십을 대체하거나 중화시키는 요인을 의미한다.영향력을 감소시키거나 작아지게 만드는 영향들에 대해 분석하여, 리더십을 더욱 더 효과적으로 활용할 수 있게 하려는 노력에서부터 시작되었다. Kerr(1977) 은 기존의 리더십 연구가 가정한 리더 행동의 절대적 중요성을 비판하면서 리더의 행동을 무의미하게 하거나 불필요한 것으로 만드는, 즉 리더십을 대체할 수 있는 요인을 찾고자 하였다.한편 Howell 등 (1981) 은 대체요인과 중화요인의 구분 없이 조직몰입(organizational commitment) 과 전반적 종업원만족 (overall employee satisfaction) 에 영향을 미치는 리더의 행동을 대체할 수 있는 리더십 대체요인의 존재를 병원종업원 220명을 대상으로 조사하였다. 그 결과 부하의 조직몰입에 있어서 조직공식화의 정도가 리더의 도구적 행동을 대체하는 것으로 드러났으며 다른 요인에서는 대부분 약한 대체효과를 보였다. 리더십 대체이론은 1980년대 변혁적 리더십이 리더십의 주요 관심사로 떠오르기 전까지 활발하게 연구되었다.

## 정의
리더십 대체이론(Leadership replacement theory)은 리더의 통솔이나 지도행위가 없더라도 조직 구성원들의 역할과 임무를 명확하게 하여 팔로워(Follower)들의 행동을 통제하고 조직의 목표를 달성할 수 있다는 이론이다.
1950년대의 Ralph Stogdill과 Edwin A. Fleishman에 따르면 리더십 스타일은 구조주도와 배려 라는 두 가지 관점으로 분석될 수 있다.구조주도 행위란, 하급자들의 집단 내 역할과 과업수행 방식을 리더가 명확히 제시해 주는 과업 중심적 행위를 가리키며, 배려 행위란 하급자들과의 의사소통 및 보상력(인센티브) 등을 통해 리더가 추종자들을 통솔하는 관계 중심적 행위를 뜻한다. 이러한 관점에 따르면, 리더는 조직 내에서 절대적 중요성을 갖는다.
Kerr(커)와 Jermier(저미어)는 리더십에 관한 기존의 관점들을 비판하였고 조직 내의 추종자, 과업, 그리고 조직관련 요인들이 리더십 대체요인으로서 리더십의 중요성을 감소시키는 경우에 주목하였다. 이러한 요인들은 리더가 조직 내에서 행하는 구조주도 행위 또는 배려 행위를 대체하여 리더십 행동을 불필요하거나 무의미한 것으로 만든다. 가령, 과업수행의 규칙과 결과가 매우 구체적으로 제시되고 공유되거나 하급자들이 고도의 직무훈련을 받는 경우에는 하급자들이 스스로 자신의 역할과 과업수행 방식을 터득하게 된다. 이러한 경우엔 리더의 도움 없이도 과업 달성이 실행되므로 리더십의 필요성이 감소하게 된다. 하급자들이 자신의 직무에 만족하거나 과업집단의 규범적 응집력이 매우 강한 경우에는 하급자들이 본인들의 행동을 스스로 통제하게 되므로 리더에 의한 통제 활동이 무의미해진다. 리더가 보상력(인센티브)을 상실하거나 하급자들이 리더의 보상력에 무관심해지는 경우에도 하급자들에 대한 리더의 통제 활동이 무력화된다.
Kerr(1997)는 리더십의 필요성을 약화시키거나 무력화시키는 요인들을 협의의 대체요인(Substitue)과 중화요인(Neutralizer)으로 구분하였다. 협의의 리더십 대체요인이란 리더십을 불필요하거나 중복적인 것으로 만드는 요인들을 말하며, 리더십 중화요인이란 리더의 특정 행동을 방해하거나 행동의 영향을 무력화시키는 요인들을 말한다. 이러한 요인들은 조직 내 개인특성, 과업특성 및 조직특성의 관점에서 리더십이 무력화되거나 그 필요성이 약화되는 상황의 측면을 파악하는 데 도움을 준다.
구체적으로는 부하의 특성 4요인(경험 • 능력 • 훈련, 전문적 성향, 보상에 대한 무관심, 독립의 욕구), 과업의 특성 3요인(일상적이고 구조화된 과업, 과업에 대한 피드백, 과업에 대한 내적 만족), 조직의 특성 6요인(집단의 응집성, 낮은 지위권력, 공식화, 비융통성, 리더-부하 간의 거리, 참모지원의 양) 등이 대체요인의 실증 분석을 위한 지표로서 Kerr와 Jermier(1978)에 의해 조사되었다.
또한 Howell 등(1981)은 병원직원 220명을 대상으로 조직 몰입(Organizational commitment)과 종업원 만족(Overall employee satisfaction)에 영향을 미치는 리더십에 대한 대체요인을 조사하였다. 조직 몰입의 관점에서 리더의 도구적 행동을 조직 공식화의 정도가 대체할 수 있다는 게 본 조사의 결론이다.

## 측정방법

### 척도 설정
- 리더십 대체 이론의 창시자인 Steven Kerr, John M. Jermier(1978)에 의해 개발된 척도는 총 55가지이다. 아래는 그 중 13가지이다. 해당 척도는 리커트 척도에 의해 측정된다.

1. 능력, 경험, 훈련 및 지식
2. 전문 오리엔테이션
3. 조직 보상에 대한 무관심
4. 모호하지 않고 일상적이고 체계적으로 변하지 않는 작업
5. 성취에 관한 과제 제공 피드백
6. 본질적으로 만족스러운 작업
7. 조직 공식화
8. 조직의 경직성
9. 자문 및 직원 기능
10. 밀착되고 밀착 된 상호 의존적인 작업 그룹
11. 지도자의 통제 범위 내에 있지 않은 조직상
12. 상급자와 하급자 간의 공간적 거리
13. 종속성에 대한 독립 필요성

- Podsakoff, Niehoff, MacKenzie, and Williams (1993)는 Steven Kerr, John M. Jermier가 제시한 척도의 품질에 의문을 품고 리더십을 대체할 수 있는 74가지 항목 척도를 설계했다.[11]
- 리더십 대체 이론의 측정방법을 탐색하기 위하여 리더십 대체를 연구한 논문의 측정 방법과 과정을 참고하였다.[12][13]

1) 리더십 대체 요인, 중화 요인 설정
-대체 요인: 리더십의 발휘를 불필요하게 만드는 요인이다. 조직, 과업, 구성원과 관련된 특성 및 원인들이 조직성과에 미치는 영향이 리더십 못지않을 경우 이를 대체 요인이라 한다.
-중화 요인: 리더십 발휘의 효과를 줄이거나 소거하는 요인이다.
리더십 대체 요인, 중화 요인에는 개인 특성, 과업 특성, 조직 특성 등이 있다.
1-1) 각 특성의 예
-개인의 특성: 임금, 감성지능 등
-과업의 특성: 업무량 등
-조직의 특성: 조직 규모 등

### 가설 설정[14]
가. 가설의 예
가설 2: 119안전센터장의 리더십과 조직몰입 간의 관계를 대체요인들이 조절할 것이다.
가설 2-1: 119안전센터장의 리더십과 조직몰입 간의 관계를 임금이 조절할 것이다.
가설 2-2: 119안전센터장의 리더십과 조직몰입 간의 관계를 업무량이 조절할 것이다.
가설 2-3: 119안전센터장의 리더십과 조직몰입 간의 관계를 조직규모가 조절할 것이다.

### 변수 측정, 자료 수집[15]
가. 변수 측정
1)조절 변수와 통제 변수를 측정한다.
나. 자료 수집
1)조사 대상에 따른 자료 수집 방법을 통해 자료를 수집한다.

### 측정도구의 타당성 검토[16]
요인 분석등의 방법을 통해 측정도구의 타당성을 검토한다. 그 후 타당한 방법을 이용해 자료를 분석한다.

### 대체 요인, 중화 요인이 조직에 미치는 영향 측정[17]
임금: 높을수록 변혁적 리더십 이 조직 몰입에 미치는 부정적 효과를 중화시키는 기능을 한다.
감성지능: 구성원의 감성지능이 높을수록 임파워링 리더십 과 내재적 동기부여 간의 양(+)의 관계가 더욱 강하게 나타난다.
업무량: 동일한 임금수준으로 통제된 상황에서 업무량이 높을수록 변혁적 리더십의 부정적 영향력을 중화시켜 조직 몰입을 증가시키는 것으로 추정된다.
조직 규모: 조직규모가 커질수록 리더와 부하 직원들 간의 응집력과 접촉이 떨어지면서 변혁적 리더십의 부정적 영향력을 중화 시킨다고 할 수 있다.

### 분석 결과 확인[18]
분석 결과를 확인한다.

## 적용방법
리더십대체이론은 다양한 전통적인 리더십 형태에 대한 대체물 또는 중화물로 작용할 수 있는 구성원들의 개인 특성, 과업 특성, 조직 특성을 제시한다(Howell & Dorfman, 1986; Kerr & Jermier, 1978). 구성원들의 개인 특성은 구성원의 능력∙경험∙훈련, 전문화 정도, 보상에 대한 (무)관심 등이며, 과업 특성은 단순반복 업무, 업무의 피드백, 내재적 만족을 주는 업무 등이고, 조직 특성은 공식화 정도, 조직의 경직성, 응집력, 지위권력 등이다(Muchiri & Cooksey, 2011: 819).
Kerr와 Jemier(1978)는 구성원의 특성 중 보상에 대한 무관심은 지원적 리더십과 도구적 리더십 모두에 중화요인으로 작용하고 전문화의 정도가 대체요인으로 작용한다고 하였다. 또한 과업 특성 중 내재적 만족을 주는 업무가 지원적 리더십의 대체요인으로 작용하고, 단순반복 업무와 업무의 피드백은 도구적 리더십의 대체요인으로 작용한다고 하였다. 조직 특성 중 지위권력과 리더와 부하간의 물리적 거리가 지원적 리더십의 중화요인으로 작용한다고 하였다(Yukl, 2006).
이러한 내용들을 바탕으로 리더십대체이론을 적용해볼 수 있는 방법은 자율적인 작업그룹(Autonomous Work Group)과 자기관리(Self-Management)가 있다.

### 자율적인 작업그룹(Autonomous Work Group)
Bass(1990)는 자율적인 작업그룹이 형식적인 리더십을 대체할 수 있다고 주장했다. 이러한 시나리오에서 직원들은 집단규제, 과업분배, 휴식시간 구성, 채용, 직업훈련과 같은 그들의 일상업무를 관리할 그룹으로 나뉜다(Gulowsen, 1972). Wall, Kemp, Jackson, Clegg(1986)는 감독자를 제거하여 한 유사실험을 실행하였는데, 그 결과 제조 환경에서 8에서 12명의 노동자로 이뤄진 자율적 작업그룹이 직원들의 내적, 외적 직업 만족도에 긍정적인 영향을 미친다는 것을 보여주었다.

### 자기관리(Self-Management)
자기관리는 Thoresen과 Mahoney(1974)에 의해 개인이 보통 행동하지 않는 방식으로 행동하는 것처럼 정의되며, 그 행동을 유지할 것을 지시하는 외부적인 힘이 없는 것으로 정의된다. 자주관리는 자기관찰(예. 전화로 다른 사람과 무엇을 논의했는지 기록해 놓는 것), 목표 명세서(예. 자신의 일정과 우선순위를 정하는 것), 신호전략(예. 출구에 체크아웃 보드를 설치해 직원들이 어디에 가는지, 언제 돌아올 것인지를 그들의 비서가 알게 하는 것), 예행연습(예. 다른 사람의 고객을 위한 프레젠테이션을 기록하고 필요에 따라 정정하는 것), 자기평가(예. 작업 품질 및 수량을 추적하기 위해 차트를 사용하는 것), 자기강화(직무수행에 대한 내적 보상을 줌으로써 성취된다; Bass, 1990; Manz & Sims, 1980) 등을 요구한다. 이러한 전략들은 리더십의 대체재로서 이해될 수 있다. 감독관이 업무상에서 부하 직원의 진척 상황을 감시하는 대신에, 부하 직원들은 앞서 말한 전략들 중 한 가지를 활용함으로써 자기관리를 할 수 있다. 이는 부하 직원들에게 감독자의 지침을 불필요하게 한다.

## 관련이론

### 셀프리더십 이론[21]
조직 내에서 리더만이 조직원들을 관리하고 통제하는 것이 아니라 구성원들 모두가 스스로 자율적으로 관리하고 조직을 이끌어나가는 리더십
다음은 다양한 학자들의 셀프리더십에 대한 정의이다.
구성원 스스로가 자기 자신에게 영향력을 행사하기 위해 사용하는 사고 및 행동 전략이다. (Manz & Sims, 1990)
스스로 높은 성과를 올리도록 이끌어주는 자율적인 힘이며 셀프리더가 궁긍적으로 달성하고자 하는 목표로써 성공하는데 필요한 모든 에너지를 공급해주는 엔진이다. (Manz & Sims, 1991) 과업 수행을 위해 필요한 자기 지시와 자기 동기 부여를 고양시키며 스스로 자신을 리드하기 위해 취하는 자율과 책임 있는 행동이다. (Neck, Stewart & Manz, 1995)

#### 셀프리더십 등장배경[22]
현대의 조직은 산업사회에서 지식정보화 사회로, 집중화에서 탈 집중화 시대로 가는 과정 가운데 그 어느 때보다 경쟁이 치열해지고 있다. 또한 조직을 실제적으로 이끌어 나가는 조직구성원들에 대한 관심이 고조되고 있다. 이러한 조직 구성원들을 이끌어 나가면서 조직의 유효성을 창출해야 하는 리더의 역할은 매우 중요해졌다. 기존의 전통적 리더십은 리더의 지시, 명령, 통제 등에 의한 타인에게 영향력을 행사하는 것을 강조 했다면 현대 사회는 강한 자율성을 갖춘 새로운 형태의 조직구성원을 요구하고 있으며, 이에 따라 조직원들이 자신의 잠재능력과 창의력을 충분히 발휘 할 수 있도록 하는 새로운 리더십이 필요하게 되었다. 이러한 배경 속에 새로운 관점의 리더십인 셀프 리더십이 등장하였다.

#### 셀프리더십의원리[23]
1. 자기이해: 장점, 단점, 성격특성, 가치관, 행동특성의 이해를 통해서 자기 자신에 대한 정확한 이해가 필요한 시기
2. 자기통제능력: 생각, 정서, 행동의 통제 외적인 요인에 의해서 통제 되었던 생각, 정서 및 행동에 대해서 스스로 통제하는 시기
3. 자기주도능력: 소속된 조직의 주인의식과 책임능력으로 행동을 하기 시작
4. 자신감:   자신감은 과거의 성취경험에 나온다. 크고 작은 성취경험이 있는 사람은 그 경험으로 인해서 ‘할 수 있다’는 태도를 형성하게 된다. 이를 통해서 업무 관련 관심도 및 높은 역량의 업무 결과물을 만들어냄.

#### 셀프리더십 특징[24]
1. 셀프 리더십은 구성원들에게 초점이 맞춰진 리더십이다. 따라서 구성원들의 능력이 최대한 발휘 할 수 있도록 도와주는 지지자 역할 및 지원을 해야한다. 이를 통해서 구성원 개개인이 리더가 될 수 있도록 한다.
2. 역할은 구성원들에게 필요한 능력 개발 및 지지를 통해서 구성원 모두를 셀프 리더로 만들며, 이를 통해 셀프리더들과 리더가 함께 조직을 이끄는 것이다.
3. 셀프리더가 된 구성원들은 각자의 역할 수행을 통해 직무 몰입과 주인의식을 경험한다.
4. 기존 리더십의 경우, 리더의 영향력이 절대적이였으나 셀프 리더십에서는 구성원들과 함께 영향력을 발휘 하게 된다.

### 슈퍼리더십 이론[25]
하급자들이 필요한 자신의 역할과 과업수행 방식을 고도의 직무훈련으로 스스로 터득하도록 리더가 배려 행위를 대체하는 경우이다. 이러한 일련의 과정을 통하여 하급자가 셀프리더가 될 수 있도록 만드는 프로세스이다.

#### 슈퍼리더십 등장배경[26]
인터넷을 이용한 정보의 활용이 손쉬워진 다변화된 수평 계층 구조의 특성이 두드러진 정보혁명과 시대에는 전 세계에 걸쳐 다른 시공간에서 일하고 있는 하급자와의 커뮤니케이션도 필요하게 되었다. 또한 리더와 하급자간의 의사소통은 정보기술의 획기적인 발전으로 전자매체로 가능하게 되었다.  이러한 시대적인 요인들에 의해서 기존의 리더십 이론 보다 슈퍼리더십 즉 리더십 대체 이론이 매우 적합하다.

#### 슈퍼리더십의 목표 및 목적
조직 내의 리더나 하급자 모두가 강력한 주인 정신을 통해서 자신의 업무에 최선을 다하게 만들고 이를 자연스럽게 셀프리더가 되도록 하는 것이다. (John C. Maxwell, 2006)
셀프리더의 역량을 향상시키기 위해 실무를 자극하고 촉진하는 것 슈퍼리더는 다른 사람들의 내면에 있는 셀프리더십의 잠재력을 자극하고 촉진한다. (Manz & Neck, 1999).
슈퍼리더가 되기 위해서는 자신 스스로 셀프리더십에 정통해야 한다. 구성원들에게 셀프리더십을 고무시키며 모범을 보여야한다. 또한 슈퍼리더는 구성원들이 셀프리더로 성장하도록 보상과 질책으로 육성해야하며 결국엔 조직 전체적으로 셀프리더십이 뿌리 내릴 수 있도록 조직 문화를 창조하고 발전시켜야 한다.

#### 전통적 리더십과의 차이[27]
슈퍼리더십의 주된 목적은 셀프 리더십의 역량이나 잠재력을 자극하고 촉진하는 것이다. 슈퍼 리더십은 높은성과를 달성하기 위한 효과적인 노력으로, 리더가 조직구성원들을 고성과를 내는 사람으로 개발하고 싶다면 조직구성원들을 임파워먼트시켜 자신과 자신의 일에 자발적인 몰입과 책임감을 갖도록 하는 것
슈퍼리더십은 영웅적 리더십을 초월한다. 전통적인 리더십 과정에서는 리더가 각광을 받지만 슈퍼리더십의 경우에는 부하가 각광을 받는다. 그래서 조직구성원들은 주인의식에 입각한 몰입을 하게 된다. 따라서 슈퍼리더십은 영웅적이라기보다는 영웅을 만드는 리더라도 할 수 있다.
전통적 리더십과 다르게 슈퍼리더십은 다른 사람들이 스스로 자신들의 행동이나 업적에 영향을 미치고 책임 질 수 있게 만드는 것이다.
슈퍼리더십의 기본적 목적은 부하들의 역량 개발하고 멘토링 하며 이끌어 내는 것이다. 이에 따라 조직원들을 끊임없이 자극하고 촉진 시키는 것이다.

### 팔로워십[21]
어떤 개인이 자신의 속한 조직, 팀 무리에서 맡은 역할을 뜻한다. 다른 뜻으로 한 개인이 지도자를 능동적으로 따르는 능력을 말하며, 보통 리더십에 대응하는 사회적 상호작용과정으로 볼 수 있다.

#### 팔로워십 등장배경[21]
어떤 조직의 과업에는 조직원의 행동이 중요한 영향을 미친다는 것이다. 또한 조직원들이 ‘열정적’, ‘지성적’, ‘자립적’ 등으로 표현 할 수 있다. 조직이 유연하고 분화된 모양으로 바뀌어 가고 있는 시점에서 팔로워십의 중요성이 증가하고 있다.

## 시사점
1. 일관성 없는 연구결과로 인해 타당성과 유용성을 명확히 판단하기 힘들다.[28]
2. 리더의 리더십 행동을 무의미하게 만드는 강력한 개별적 리더십 대체요인은 존재하지 않는 것으로 나타났다. 그러나 조직몰입에 있어서 부하의 경험, 능력, 훈련 등 12개 잠재적 대체요인이 리더십 행동을 부분적으로 대체, 즉 중화하고 있는 것으로 나타났으며, 직무만족에 있어서 과업에 대한 피드백 등 6개의 잠재적 대체요인이 리더십 행동을 중화하고 있는 것으로 나타났다.[28]
3. 복수의 대체요인들이 결합적으로 리더십 행동을 대체할 수 있는지에 대한 분석 결과 대부분 약한 대체효과를 보였으나 낮은 지위권력과 공식화의 정도는 결합적으로 리더의 도구적 리더십 행동을 대체하는 것으로 나타났다.[28]
4. 리더십 효과를 대체시킬 수 있는 낮은 지위권력과 공식화의 정도와 같은 대안적인 방법을 고려하여 집단의 성과를 개선시킬 수 있는 새로운 접근 방법을 제시한다.[29]
5. 적절한 활용을 통하여 리더를 자유롭게 하며 전략계획과 같은 활동과 조직 목표 달성에 몰입할 수 있도록 만들어 줄 수 있다.[29]
6. Kerr와 Jermier(1978)의 리더십 대체이론에 따르면, 리더십의 영향력을 감소시키는 상황변수들이 존재한다. 이들 변수들은 리더십의 효과를 무력화시키기도 하고 개선 또는 강화시키기도 하는데, 여기에는 부하, 과업 또는 조직의 특성이 포함된다(Kerr & Jermier, 1978:377). 민간조직보다 리더의 행동이 많은 제약을 받는 공공조직에서 상황변수들이 더 중요한 의미를 가질 수 있으며, 특히 위험성과 불확실성, 그리고 긴급성이 높은 조직의 경우 리더십을 대체하거나 중화시키는 요인들이 많을 수 있다.[29]

## 같이 보기
- 리더십
- 산업심리학
- 경로-목표 이론
- 상황이론
- 피들러의 상황리더십 이론